# Источни Тројврх
Источни Тројврх је насељено место у сјеверној Лици, у саставу општине Јосипдол, Карловачка жупанија, Република Хрватска.

## Историја
До територијалне реорганизације у Хрватској налазио се у саставу бивше велике општине Огулин. Источни Тројврх се од распада Југославије до августа 1995. године налазио у Републици Српској Крајини.

## Становништво
Насеље је према попису становништва из 2011. године имало 22 становника.

### Број становника по пописима
| Националност   | 2001. | 1991. | 1981. | 1971. | 1961. | 1953. | 1948. | 1931. | 1921. | 1910. | 1900. | 1890. | 1880. | 1869. | 1857. |
| бр. становника | 40    | 85    | 53    | 79    | 119   | 132   | 245   | %     | %     | %     | %     | %     | %     | %     | %     |

- напомене:

Исказује се као насеље од 1948.

### Национални састав
| Националност       | 2001.       | 1991.       | 1981.       | 1971.       | 1961.        |
| Хрвати             | 28 (70,00%) | 1 (1,17%)   | 0           | 0           | 2 (1,68%)    |
| Срби               | 8 (20,00%)  | 80 (94,11%) | 50 (94,33%) | 76 (96,20%) | 117 (98,31%) |
| Југословени        | —           | 0           | 1 (1,88%)   | 3 (3,79%)   | 0            |
| остали и непознато | 4 (10,00%)  | 4 (4,70%)   | 2 (3,77%)   | 0           | 0            |
| Укупно             | 40          | 85          | 53          | 79          | 119          |